# Canton de Barbezieux-Saint-Hilaire
Le canton de Barbezieux-Saint-Hilaire est une ancienne division administrative française, située dans le département de la Charente, dans la région Nouvelle-Aquitaine.
Avec le redécoupage cantonal de 2014, la commune de Barbezieux-Saint-Hilaire est devenue le bureau centralisateur du nouveau canton de Charente-Sud.

## Administration: conseillers généraux de 1833 à 2015
| Période | Période      | Identité                           | Étiquette         | Qualité |
| ------- | ------------ | ---------------------------------- | ----------------- | --- |
| 1833    | 1836         | Pierre Durandeau                   |                   | Procureur du Roi à Barbezieux |
| 1836    | 1842         | Félix Robert                       |                   | Juge au Tribunal civil de Barbezieux |
| 1842    | 1870         | Pierre Poineau                     |                   | Propriétaire, notaire, ancien Maire de Barbezieux |
| 1870    | 1875 (décès) | Pierre Gaillard                    |                   | Instituteur et viticulteur Maire de Lachaise |
| 1875    | 1886         | Félix Gaillard (fils du précédent) | Droite            | Négociant à Barbezieux |
| 1886    | 1887 (décès) | Adolphe Laboureur                  | Droite            | Propriétaire à Barbezieux, conseiller d'arrondissement |
| 1887    | 1892         | Benjamin Banvillet                 | Droite            | Vétérinaire, propriétaire à Saint-Bonnet et à Barbezieux |
| 1892    | 1898         | Jean-Félix Meslier                 | Gauche            | Ancien médecin aide-major, propriétaire à Barbezieux |
| 1898    | 1901 (décès) | Louis-Eugène Arnous                | Union des droites | Auditeur au Conseil d'Etat Député (1884-1901) |
| 1901    | 1928 (décès) | Maurice Landry                     | Républicain       | Bâtonnier des avocats Adjoint au maire de Barbezieux |
| 1928    | 1932         | René Lafont                        | Républicain       | Ingénieur agronome, viticulteur à Barbezieux |
| 1932    | 1940         | Maurice Guérive (1880-1964)        | RG                | Avocat, bâtonnier, propriétaire Adjoint au maire de Lagarde-sur-le-Né, conseiller d'arrondissement Maurice Guérive sera nommé membre de la Commission administrative départementale en 1941 et conseiller départemental en 1943 |
|         |              |                                    |                   | |
| 1945    | 1948 (décès) | Jean Maurin (1870-1948)            | Rad.              | Directeur de cours complémentaire Maire de Guimps (1935-1940, démissionnaire, et 1945-1948) Président du Conseil Général (1945-1948)                                                                                            |
| 1949    | 1951         | Marguerite Nau                     | RPF               | Pharmacienne à Barbezieux |
| 1951    | 1970         | Emmanuel Menanteau                 | Rad.              | Maire de Barbezieux-Saint-Hilaire (1951-1966) |
| 1970    | 1982         | Jean Pauquet                       | Rad. puis DVD     | Pharmacien, maire de Barbezieux-Saint-Hilaire (1966-1989) |
| 1982    | 2008         | Pierre Bobe                        | UDF-Rad.          | Viticulteur Maire de Montchaude (1975-2008) |
| 2008    | 2015         | André Meuraillon                   | DVD               | Retraité, maire de Barbezieux-Saint-Hilaire depuis 2014 |

## Conseillers d'arrondissement (de 1833 à 1940)
Le canton de Barbezieux avait deux conseillers d'arrondissement.
| Période | Période      | Identité                       | Étiquette                    | Qualité |
| ------- | ------------ | ------------------------------ | ---------------------------- | --- |
| 1833    | 1846 (décès) | Jacques Loquet (1786-1846)     |                              | Juge au Tribunal civil de Barbezieux                                                                        |
| 1833    | 1839         | Gabriel Marc Chadefaud         |                              | Avoué à Barbezieux                                                                                          |
| 1839    | 1858         | M. Filhon                      |                              | Conservateur des hypothèques à Barbezieux                                                                   |
| 1846    | 1852         | M. Duret                       |                              | Juge d'instruction à Barbezieux                                                                             |
| 1852    | 1858         | Pierre Boutin (1808-1882)      |                              | Avocat, maire de Barbezieux (1854-1855)                                                                     |
| 1858    | 1870         | Pierre Gaillard                |                              | Maire de Lachaise                                                                                           |
| 1858    |              | M. Hillairet                   |                              | Notaire, maire de Barbezieux                                                                                |
|         |              |                                |                              | |
| 1871    | 1886         | Benjamin Banvillet             | Droite                       | Vétérinaire, propriétaire à Saint-Bonnet et à Barbezieux                                                    |
| 1871    | 1886         | Adolphe Laboureur              | Droite                       | Propriétaire à Barbezieux                                                                                   |
| 1886    | 1892         | Maurice Landry                 | Monarchiste                  | Avocat, propriétaire, maire de Barbezieux                                                                   |
| 1886    | 1892         | Gaston Chevrou (?-1933)        | Monarchiste                  | Banquier, maire de Salles                                                                                   |
| 1892    | 1895         | Gustave Boutelleau (1843-1910) | Républicain                  | Négociant en eaux-de-vie, propriétaire, agriculteur, conseiller municipal de Barbezieux                     |
| 1892    | 1913 (décès) | Gabriel Landry                 | Droite                       | Médecin à Barbezieux                                                                                        |
| 1895    | 1931         | Gaston Chevrou                 | Monarchiste                  | Banquier, maire de Salles                                                                                   |
| 1913    | 1925         | Maurice Guillot                | Droite                       | Avocat, conseiller municipal de Barbezieux                                                                  |
| 1925    | 1931         | Jean-Louis Cazeaux             | Union nationale républicaine | Négociant, administrateur de la Société de secours mutuel de Saint-Mathias                                  |
| 1931    | 1940         | Albert Nouël                   | RG                           | Exploitant de laiterie, maire de Barbezieux                                                                 |
| 1931    | 1932         | Maurice Guérive                | RG                           | Avocat à Barbezieux, conseiller municipal de Lagarde-sur-le-Né                                              |
| 1932    | 1940         | Gabriel Robert                 | RG                           | Négociant, maire de Brie-sous-Barbezieux                                                                    |
| 1940    |              |                                |                              | Les conseils d'arrondissement ont été suspendus par la loi du 12 octobre 1940 et n'ont jamais été réactivés |

Sources : Journal "La Charente" https://gallica.bnf.fr/ark:/12148/cb32740226x/date&rk=21459;2.

## Composition
- Angeduc
- Barbezieux-Saint-Hilaire
- Barret
- Berneuil
- Brie-sous-Barbezieux
- Challignac
- Guimps
- Lachaise
- Ladiville
- Lagarde-sur-le-Né
- Montchaude
- Saint-Aulais-la-Chapelle
- Saint-Bonnet
- Saint-Palais-du-Né
- Saint-Médard
- Salles-de-Barbezieux
- Vignolles

## Démographie
| 1975   | 1982   | 1990  | 1999  | 2006  | 2011   | 2012   |
| ------ | ------ | ----- | ----- | ----- | ------ | ------ |
| 10 150 | 10 096 | 9 935 | 9 866 | 9 742 | 10 021 | 10 117 |